# John Dovanni
John Dovanni byla česká rocková kapela působící v letech 1991-1995.

## Biografie
Zakládajícími členy kapely John Dovanni byli Petr Henych a Zdeněk Vlč. Mnohými změnami se sestava kapely ustálila na složení Tomy Kolinger – zpěv, Petr Henych – kytara, Aleš Marek – baskytara, Daniel Šůra – bicí nástroje a Zdeněk Vlč – klávesové nástroje, kterého po čase vystřídal klávesista Tomáš Burian. V tomto složení kapela roku 1992 vydává album pod názvem Víra v ruce, jejíž pilotní singl a videoklip Všechno je v nás vysílají různé televizní pořady ještě před samotným vydáním alba. Následuje videoklip k písni Jsou dny, díky kterému se kapela dostává do širšího povědomí.
Nedlouho po vydání první desky kapelu ale opouští její stěžejní postava, kytarista Petr Henych, který využil nabídku hrát v kapele Kreyson. Po Henychově odchodu kapela hledá kytaristu a pracuje na novém albu.
Na přelomu roku 1994 a 1995 se ale vrací Petr Henych a připravuje s kapelou v pořadí druhé studiové album. Na této desce ale již nemohl spolupracovat baskytarista Aleš Marek, jenž před nahráváním alba tragicky zemřel. Jako náhradu kapela přijímá do svých řad baskytaristu kapely Kreyson Vítka Fialu.
Druhá LP deska vychází v roce 1995 a vzešly z ní hity jako například Z ruky mi hádej, eponymní Síň Slávy či Plout po nebi, kterou kapela věnovala Aleši Markovi.
I přes úspěch tohoto alba se kapela roku 1995 rozpadá.